# Komatsuna
Komatsuna (小松菜?, コマツナ) è una cultivar di rapa a coltivazione biennale. È una pianta edibile particolarmente diffusa in Giappone; in ambito scientifico viene chiamata anche Brassica rapa komatsuna e Brassica rapa var. perviridis, nomi però ritenuti sinonimi di Brassica rapa.

## Caratteristiche
La pianta cresce molto velocemente fino a 50 centimetri, è ermafrodita, autofertile e normalmente fiorisce tra maggio e agosto. Raggiunge la maturazione tra i 55 e gli 80 giorni dalla semina. Le sue radici sono più lunghe di quelle di altre rape orientali. Si adatta sia a terreni sabbiosi che argillosi con pH acido, neutro o basico. Cresce meglio in campi soleggiati ma anche parzialmente all'ombra, predilige i terreni umidi ma si adatta anche a quelli secchi. Resiste alle temperature calde e fredde, si semina di solito a partire da aprile ma anche nei mesi estivi o in autunno e inverno in apposite serre fredde.

## Usi in cucina

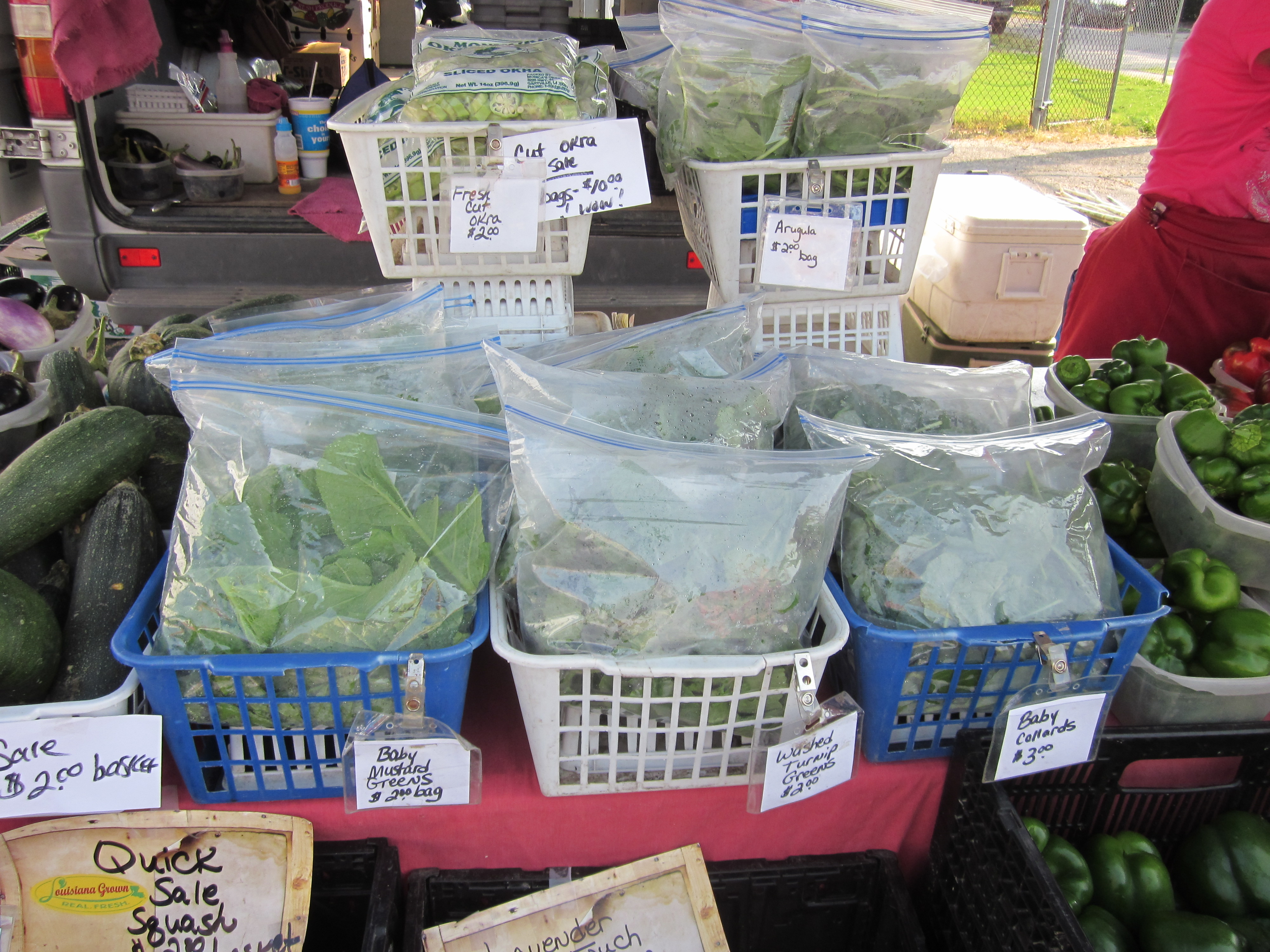
Komatsuna in vendita a New Orleans

Sono commestibili sia le foglie che i fiori. Le foglie vengono consumate cotte o anche crude, ma cuocendole si riduce il tasso di diossina presente nella pianta. Vengono mangiate sia appena formate che in piena maturazione, quando diventano più piccanti. Il gusto è dolciastro, ricorda la leggerezza del cavolo e la piccantezza delle senapi orientali.